# Volume 1
Volume 1 este es el título del primer DVD hecho por la banda de metal industrial Mushroomhead. Fue realizado el 9 de agosto de 2005 por su propia discográfica. Aunque Waylon Reavis no figura en el DVD se lo acreditó como el productor de cámara y si se ven los créditos, el nombre del guitarrista gravy está mal escrito.

## Capítulos
1. Before I Die [Video]
2. Band Intro
3. Kill Tomorrow [Video]
4. Down For LIfe
5. Becoming Cold (216) [Video en vivo]
6. Bronson/In the Studio
7. Along the Way [Video]
8. Nothing
9. Eternal [Video]
10. Sleepytime
11. Dream Is Over [Video]
12. Gravy
13. Sun Doesn't Rise [Video]
14. Bands We Love
15. Solitaire/Unraveling [Video]
16. Credits
17. Extras [video para "2nd Thoughts"]

## Créditos
- Producido por - Mushroomhead
- Video dirigido por - Dean Karr, Vincent Marcone, Steve Felton, Marko Vukcevich, y Dave Greathouse

- Datos: Q6164731